# Abbazia di Vreta

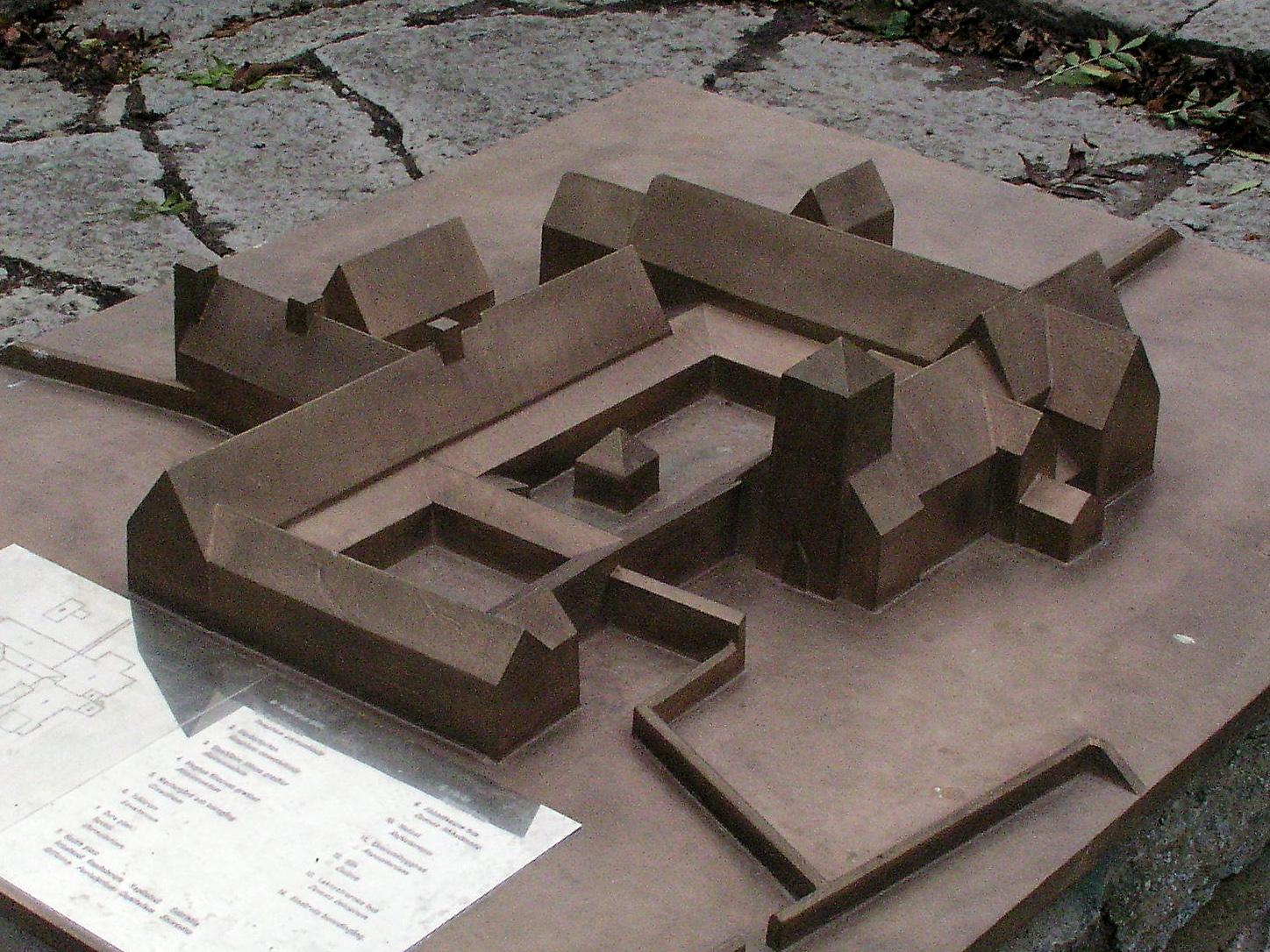
Modello del complesso medievale dell'abbazia di Vreta

L'abbazia di Vreta (in svedese Vreta Kloster), attiva dall'inizio del XII secolo al 1582, fu il primo monastero femminile della Svezia e tra i più antichi della Scandinavia. Inizialmente sotto l'ordine benedettino e poi cistercense, si trovava nell'attuale comune di Linköping nell'Östergötland.